# Rosensteintunnel (Stuttgart 21)
Als Rosensteintunnel wird ein geplanter Eisenbahntunnel unter dem Rosensteinpark in Stuttgart-Bad Cannstatt bezeichnet. Er ist einer von zwei Tunneln, die im Rahmen des Projekts Stuttgart 21 den jetzigen, zweiten Rosensteintunnel ersetzen werden. Während der Tunnel Bad Cannstatt den neuen unterirdischen Hauptbahnhof mit der neuen Neckarbrücke verbinden wird, wird der geplante Rosensteintunnel den S-Bahn-Verkehr zwischen dem bestehenden S-Bahn-Tunnel am Hauptbahnhof und Bad Cannstatt aufnehmen.
Von 1,2 km Tunnel zwischen Mittnachtstraße und Bad Cannstatt waren Anfang Mai 2020 0,9 km vorgetrieben. Der 1,4 km Abschnitt im Umfeld der Station Mittnachtstraße war vollständig fertiggestellt, im Bereich des Gleisvorfeldes des Hauptbahnhofs stand der Tunnelbau noch aus.

## Planung
Ein Erhalt des bisherigen Tunnels wurde im Zuge der Planfeststellung geprüft, aber verworfen, da in diesem Fall die trennende Wirkung der oberirdischen Bahnanlagen im Unteren Schlossgarten erhalten geblieben wäre oder die Bauarbeiten in mineralwasserführende Schichten eingegriffen hätten.
Das nordöstliche Portal des Rosensteintunnels befindet sich an der neuen Neckarbrücke in Bad Cannstatt direkt neben dem Portal des Tunnels Bad Cannstatt. Von dort verlaufen die beiden zweigleisigen Tunnel nebeneinander, bis der Rosensteintunnel im anschließenden Kreuzungsbauwerk Ehmannstraße den Tunnel Bad Cannstatt unterquert. Nach dem Kreuzungsbauwerk verzweigt sich der S-Bahn-Tunnel in zwei eingleisige Röhren. Ein weiterer Ast aus Richtung des S-Bahn-Haltepunkts Nordbahnhof führt zur bestehenden S-Bahn-Strecke aus Feuerbach. Im Bereich der Mittnachtstraße ist dafür ein Verzweigungsbauwerk vorgesehen, in dem die Gleise von und nach Stuttgart Nord mit den Gleisen von und nach Bad Cannstatt zusammengeführt werden sollen, bevor der Tunnel am Hauptbahnhof den bestehenden Stammstreckentunnel erreicht.
Der Tunnel ist Teil des Planfeststellungsabschnitts 1.5 des Projekts Stuttgart 21.

## Bau

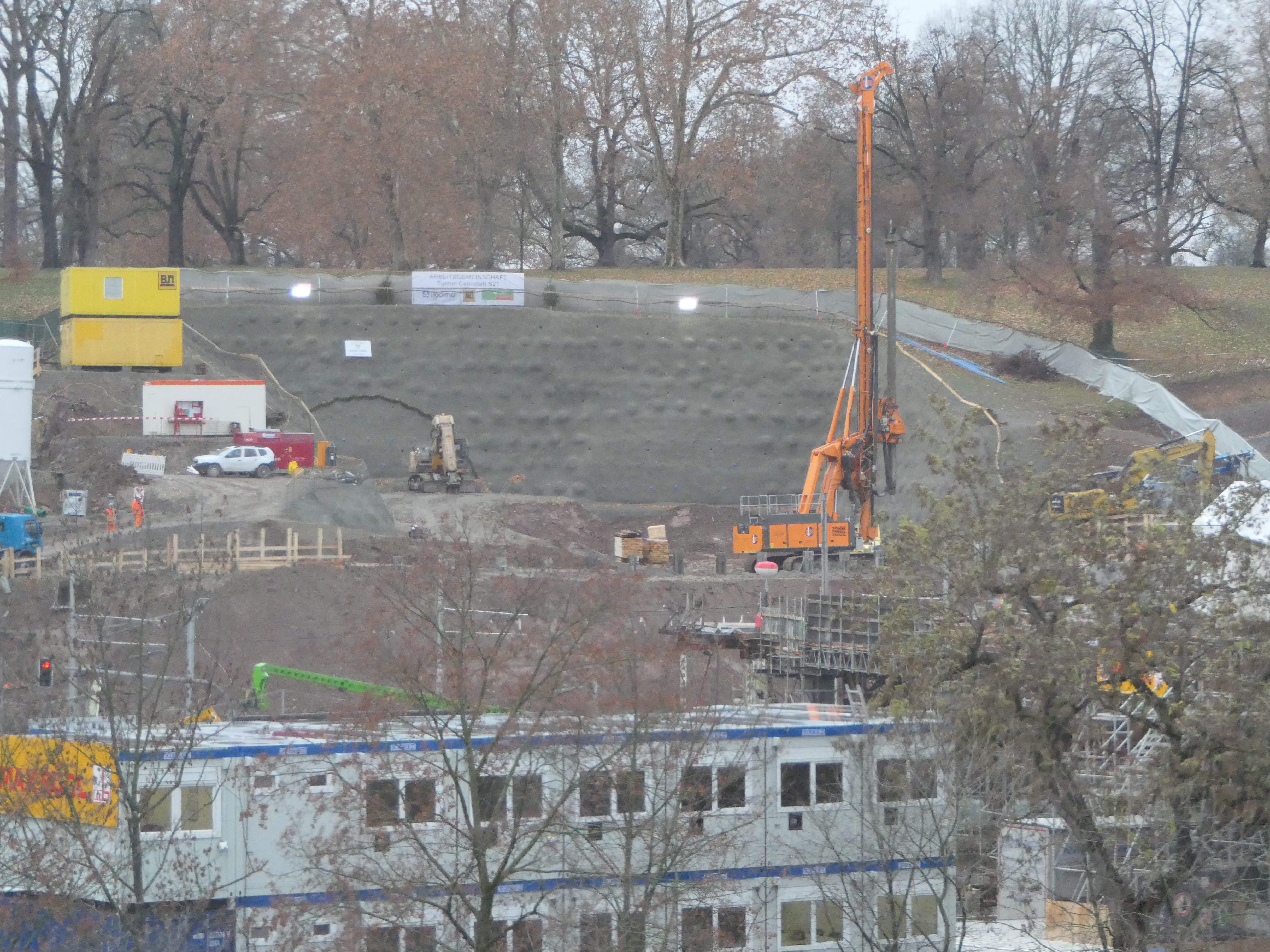
Östliches Tunnelportal unterhalb vom Schloss Rosenstein im Dezember 2018

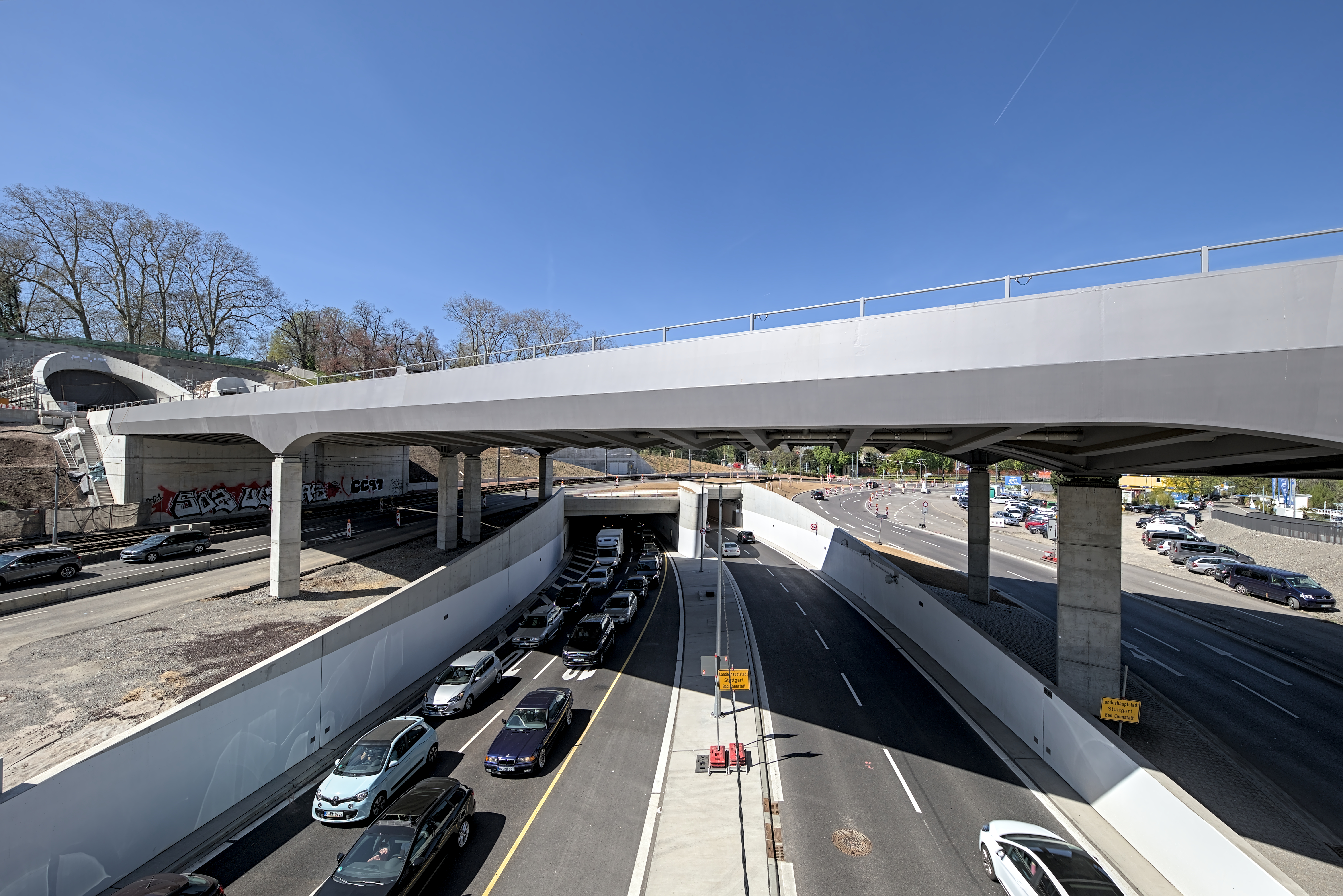
Östliches Tunnelportal mit daran anschließender Neckarbrücke. Darunter der Rosenstein-Straßentunnel

Am 12. Oktober 2010 wurde der Rohbauauftrag für den Tunnelabschnitt zwischen Nord- und Hauptbahnhof im Elektronischen Amtsblatt der Europäischen Union veröffentlicht. Der zu vergebende Auftrag sollte von April 2011 bis Dezember 2019 laufen. Der Bauauftrag für den im Rahmen des Planfeststellungsabschnitts 1.5 entstehenden S-Bahn-Tunnel wurde 2012 vergeben.
Der Bau des 1,2 km langen Abschnitts zwischen dem Bahnhof Stuttgart Mittnachtstraße und der Neckarbrücke Bad Cannstatt ist Teil eines 2012 vergebenen 285-Millionen-Auftrags für den Tunnel Bad Cannstatt. Der Baubeginn war im Jahr 2013.
Die Bauarbeiten für den Abschnitt zwischen Hauptbahnhof (tief) und Wolframstraße wurden im September 2017 für 58 Millionen Euro an eine Arbeitsgemeinschaft vergeben.
Für die Einbindung des Tunnels kam es ab 6. November 2017 zu Verkehrseinschränkungen im Stuttgarter Hauptbahnhof: Werktäglich entfiel ein Zug, einer fuhr verkürzt, drei weitere in abweichenden Fahrplanlagen. Die Einschränkungen wurden zum Fahrplanwechsel am 10. Dezember 2017 aufgehoben.
Am 16. Juli 2019 wurde der Anschlag für den S-Bahn-Tunnel Rosenstein am Neckarportal gefeiert. Der Vortrieb sollte Anfang 2020 abgeschlossen sein, tatsächlich erfolgte der Durchschlag bereits im November 2019. Der Tunnel soll im September 2026 in Betrieb gehen.